# Indian Wells Tennis Garden

Logotype du complexe sportif.

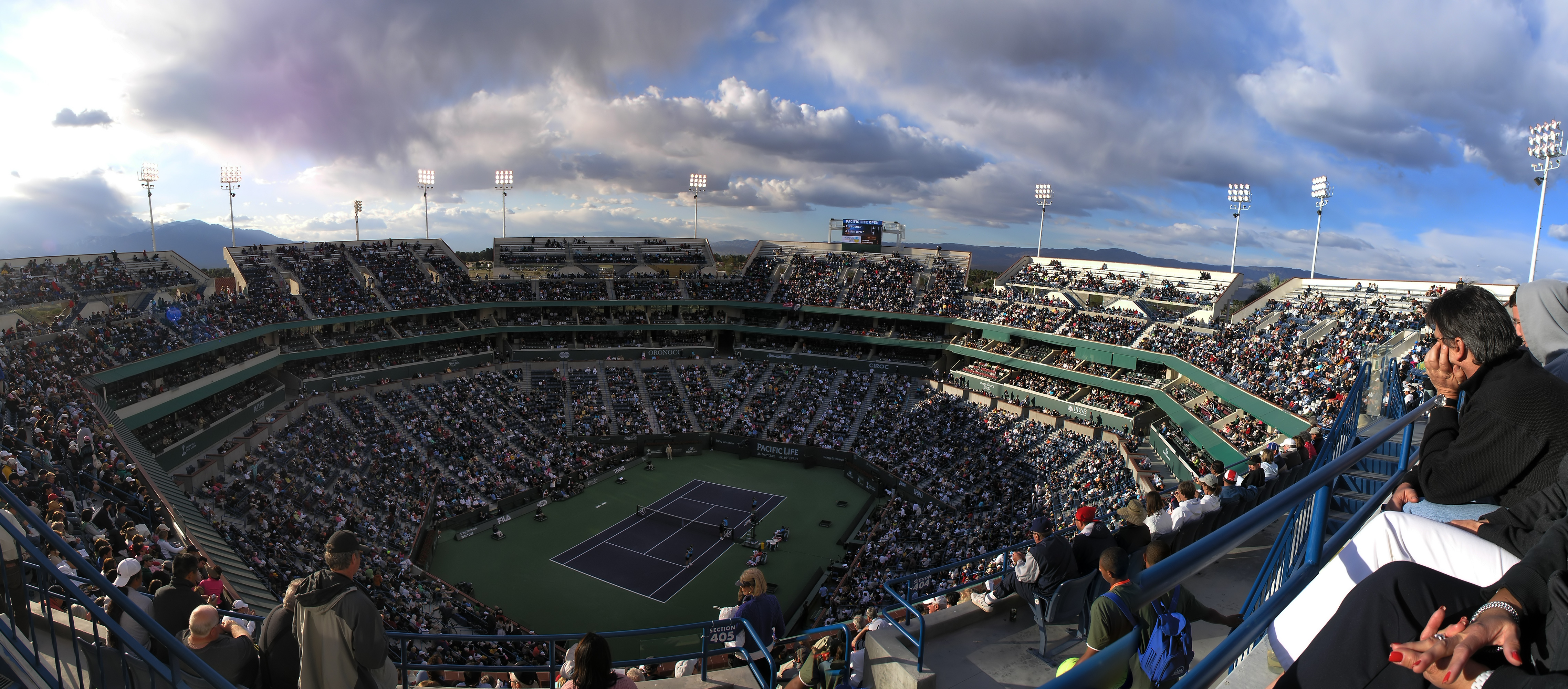
Match de Roger Federer en 2008.

L'Indian Wells Tennis Garden (IWTG) est un complexe sportif américain principalement dédié au tennis, situé à Indian Wells en Californie, dans la vallée de Coachella.

## Histoire
L'enceinte compte trois entrées, situées sur Washington Street, Miles Avenue et Fred Warner Trail. Elle est le lieu de résidence du Masters d'Indian Wells, un tournoi des circuits professionnels ATP (masculin) et WTA (féminin), considéré officieusement comme l'un des plus importants du monde après les quatre épreuves du Grand Chelem,. 
L'Indian Wells Tennis Garden accueille aussi les tournois juniors et adultes de l'USTA chaque année.
Cette enceinte, qui coûte à son inauguration 77 millions de dollars, est érigée en mars 2000 et conçue par Rossetti Associates Architects. Elle inclut un stade principal de 16 100 places assises, onze courts de compétition, six courts d'entraînement et deux courts en terre battue sur 88 hectares. L'Indian Wells Tennis Garden est le deuxième plus grand court de tennis du monde,.
Outre du tennis, cette enceinte accueille des concerts de musique, par exemple the Eagles, Andrea Bocelli ou RBD.
Les Denver Nuggets et les Phoenix Suns ont joué un match d'exhibition à Indian Wells le 11 octobre 2008, soit la première rencontre de NBA disputée en extérieur dans l'ère moderne de la ligue.